# Машина

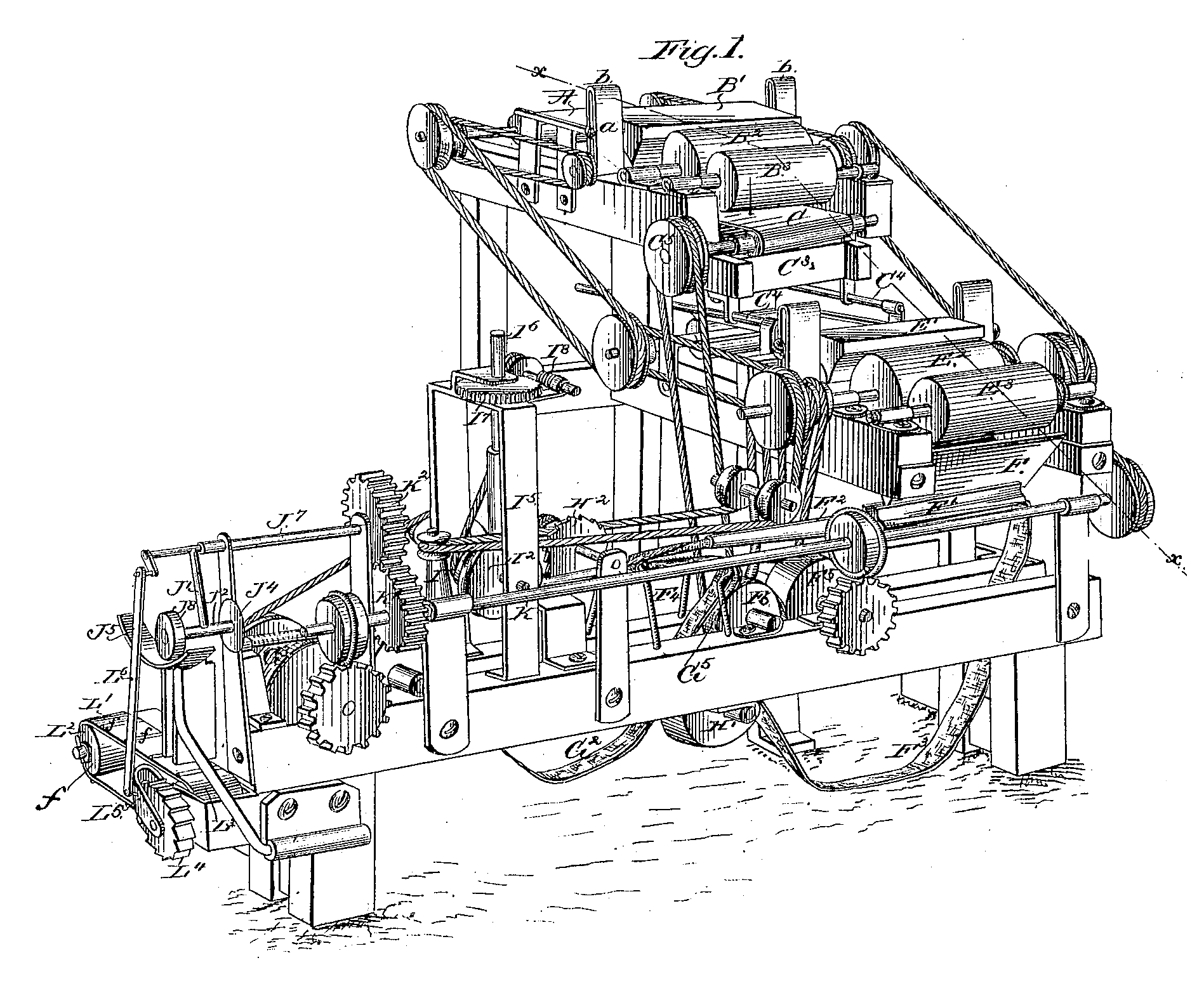
Машина для виробництва сигарет з продуктивністю 200 штук за хвилину, запатентована у 1880 році американським інженером Джеймсом Альбертом Бонсаком (James Albert Bonsack) (1859—1924).

Енергетична машина: гідравлічна турбіна з електричним генератором. A: Генератор, В: Турбіна, 1 — Статор, 2 — Ротор, 3 — Напрямний апарат, 4 — Лопаті турбіни, 5 — Потік води, 6 — Вал турбіни і генератора.

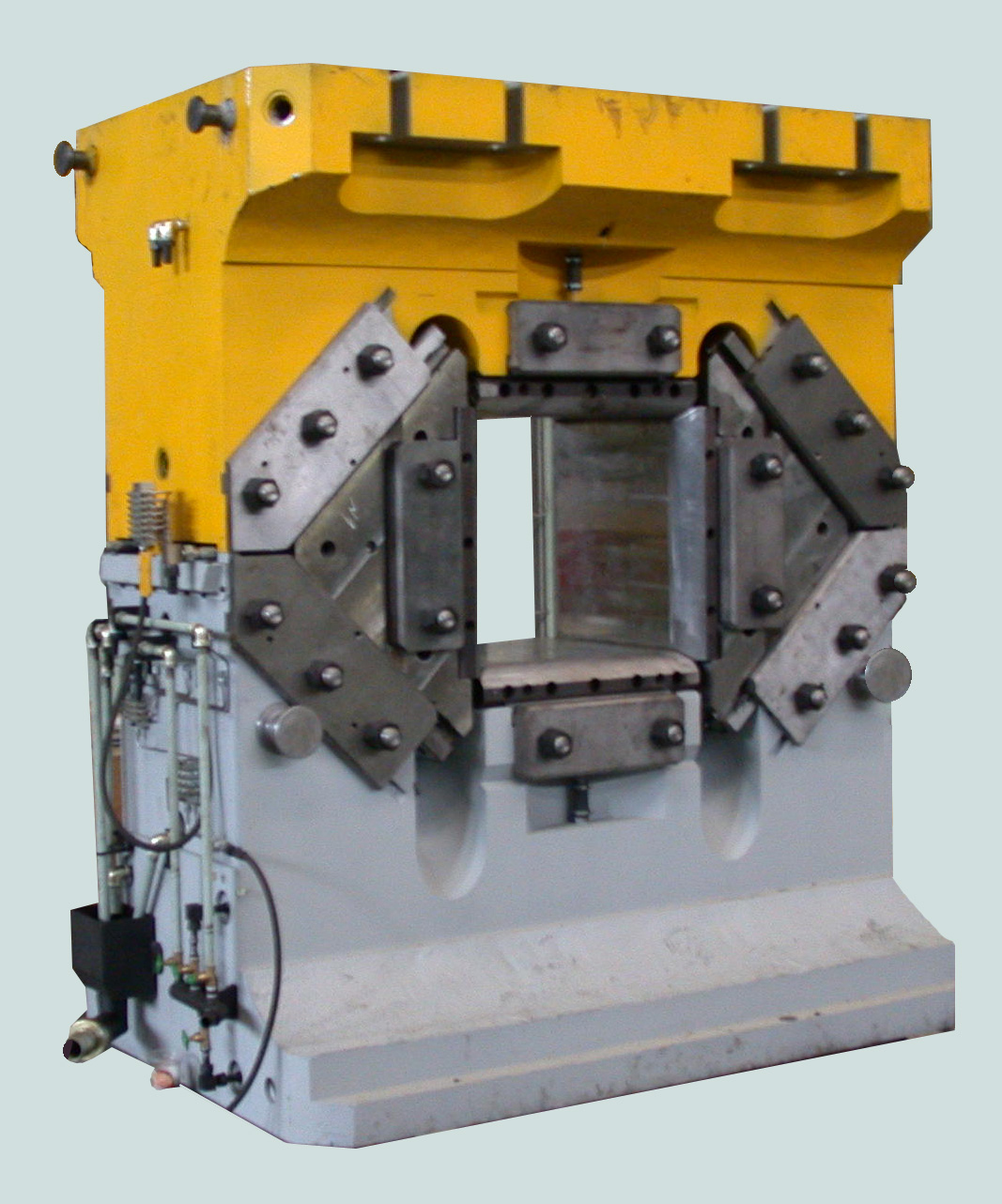
Техологічна машина: гідравлічний ковальський прес.

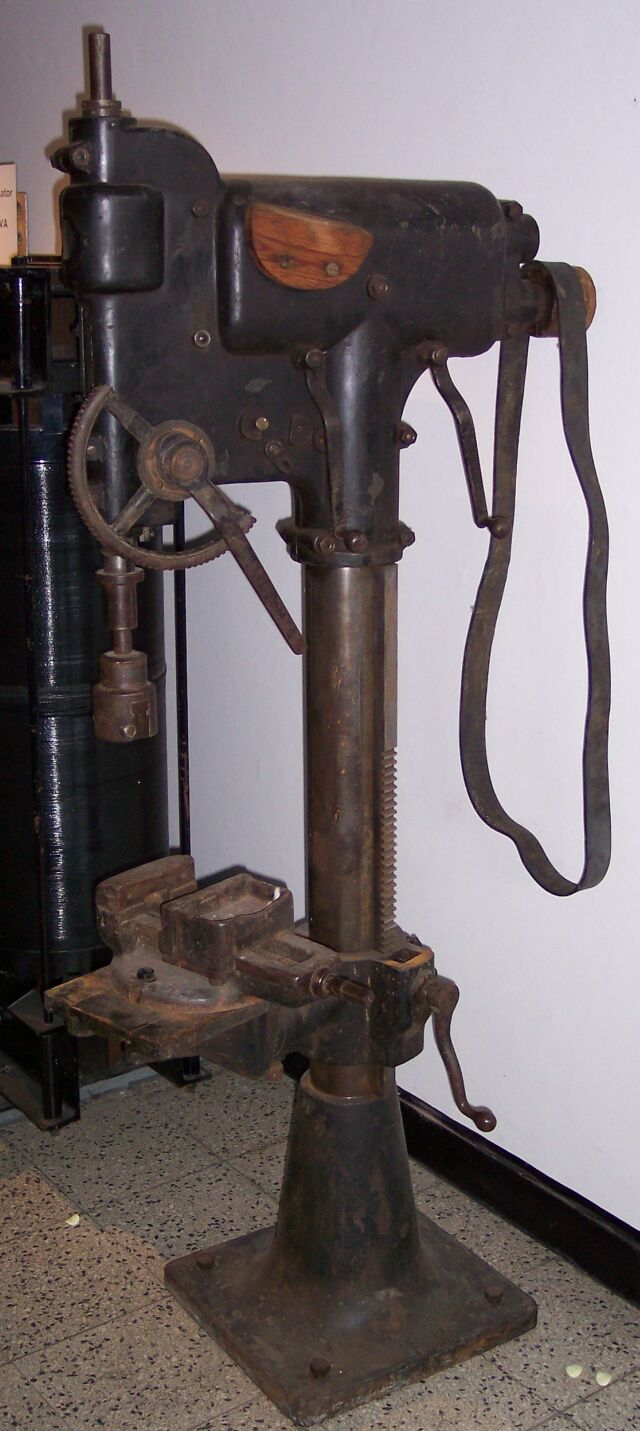
Свердлильний верстат з ручним керуванням

Машина (від лат. machina, від дав.-гр. μηχανή — «пристрій, засіб, знаряддя») — технічний об'єкт, який складається із взаємопов'язаних функціональних частин (деталей, вузлів, пристроїв, механізмів та ін.), що використовує енергію для виконання покладених на нього функцій. Традиційно, під машиною розуміють технічну систему, яка виконує чи допомагає у виконанні якогось виду роботи. Проста машина — механізм, який перетворює напрям або величину сили без споживання енергії.
Машини використовуються для виконання певних дій з метою зменшення навантаження на людину або повної заміни людини при виконанні конкретного завдання і є основою для підвищення продуктивності праці.
Історично, спочатку машину класифікували як пристрій що містив рухомі частини і призначений для перетворення механічної енергії. Проте з появою і розвитком електроніки з'явились технічні об'єкти без рухомих частин, наприклад — електронна обчислювальна машина.
Період часу, протягом якого машину використовують у даному виробничому процесі оцінюють в машино-годинах.

## Класифікація

### За призначенням
Практично будь-яку машину можна зарахувати до однієї з трьох груп:
- Енергетичні машини — це машини, що перетворюють один вид енергії в інший, до них належать:
  - двигуни, машини, котрі перетворюють різні види енергії у механічну роботу (електродвигуни, парові машини, гідротурбіни, двигуни внутрішнього згоряння);
  - генератори, машини, які перетворюють механічну енергію в будь-який інший вид енергії (електрогенератори, поршневі компресори, механізми насосів).
- Робочі машини — це машини що використовують механічну чи іншу енергію для перетворення і переміщення предметів обробки та вантажів. До них належать:
  - технологічні машини і апарати — млини, печі, верстати, преси тощо, котрі призначенні для змінювання розмірів, форми, властивостей або стану предмета обробки (сировини).
  - транспортні та підйомні машини — канатні дороги, конвеєри,ракети, крани, екраноплани тощо, котрі призначені для переміщення вантажів та людей у просторі.
- Інформаційні машини — це машини, що призначені для перетворення, обробки та передачі інформації (ЕОМ, музичні інструменти, апарати зв'язку та інші пристрої передачі, обробки і зберігання інформації). До них належать:
  - контрольно-керуючі машини — машини, що перетворюють одержану контрольно-вимірювальну інформацію для керування тією чи іншою машиною або технологічним процесом;
  - математичні машини — машини, що перетворюють інформацію у вигляді математичних моделей, які задані у формі чисел та алгоритмів;
  - кібернетичні машини — машини, що замінюють або імітують різноманітні механічні, фізіологічні або біологічні процеси, властиві живій природі та оснащені елементами штучного інтелекту.

Тенденцією розвитку сучасних машин є створення комбінованих машин — машинних агрегатів. Машинним агрегатом називається технічна система, що складається з однієї або декількох уніфікованих агрегатів, сполучених послідовно або паралельно, і призначена для виконання певних необхідних функцій. Зазвичай до складу машинного агрегату входять: двигун, передавальний механізм (їх може бути декілька або не бути зовсім) і робоча або енергетична машина. В наш час до складу машинного агрегату часто включають інформаційну машину.
Використання інформаційних машин для керування енергетичними та робочими машинами привело до появи кібернетичних машин, здатних адаптуватися під зміни оточуючого середовища на основі використання систем штучного інтелекту: (роботи, маніпулятори, машини-автомати та гнучкі виробничі системи). Поєднання різних робочих машин в одній конструкції привело до появи машин-комбайнів, а комбінування різних енергетичних машин дало поштовх до розвитку гібридних конструкцій.

### За ступенем універсальності
Машини за ступенем універсальності поділяють на три групи: універсальні, спеціалізовані, спеціальні.
- Універсальні машини призначені для здійснення різнопланових технологічних та транспортних операцій, пов'язаних з обробкою та переробкою різноманітних предметів обробки, енергетичних чи інформаційних потоків. Це найпоширеніша група машин, до яких можна віднести універсальні металорізальні верстати, ковальсько-пресові машини, транспортні та транспортуючі машини. Перелік операцій чи робіт, які виконуються універсальною машиною, досить широкий. Машини, які використовуються для виконання дуже великого діапазону робіт, називаються широкоуніверсальними. Сюди ж можна віднести персональні комп'ютери, функції яких будуть залежати від виду програмного забезпечення, що виконується на них у даний момент.
- Спеціалізовані машини призначені для обробки чи переробки об'єктів однієї номенклатури, що відрізняються формою, розміром чи властивостями (зубообробні чи різьбонарізні верстати, доменні печі, вальцювальне обладнання, сільськогосподарські машини, друкарські машини тощо). До цієї групи можна віднести програмовані логічні контролери, функції яких обмежуються колом завдань керування, для яких вони створені.
- Спеціальні машини призначені для обробки чи переробки предметів праці тільки певної форми і розмірів, певних властивостей або тільки для виконання якоїсь специфічної роботи чи операції. Це можуть бути верстати для обробки, наприклад, лопаток газових турбін, автомобілі для перевезення тільки певного виду вантажу (цементовози, бензовози, панелевози) тощо. Тут, також можна згадати електронні пристрої (вимірювальні, побутові, зв'язку і т. д.) побудовані на однокристальних ЕОМ, де схемно і програмно закладено саме ті функції, які властиві цьому приладу.

### За ступенем автоматизації
За ступенем автоматизації усі машини поділяються на машини з ручним керуванням, автомати і напівавтомати.
1) Машини з ручним керуванням виконують свої функції тільки за безпосередньої участі в їх роботі людини. Людина здійснює пуск машини, управління роботою всіх її механізмів та зупинку машини після виконання певних робіт чи операцій (металорізальні та деревообробні верстати, будівельні машини, транспортні та транспортуючі машини, швейні машини тощо).
2) Автомат — самостійно діюча машина, яка виконує свою функцію згідно із заданою керуючою програмою без безпосередньої участі людини у процесі обробки, перетворення, передавання та використання матеріальних об'єктів, енергії чи інформації. Розрізняють машини-автомати технологічні (наприклад, металорізальні верстати-автомати, ливарні автомати, автоматизовані агрегати тощо), енергетичні (автоматичні прилади і засоби енергосистем, електричних машин i мереж), транспортні (автостоп, автопілот), обчислювальні машини, торговельні (автомат для приготування страв, магазин-автомат), побутові автомати. Залежно від умов роботи і виду енергії, що використовується, існують автомати, які включають механічні, гідравлічні, електричні (електронні), пневматичні та комбіновані пристрої.
3) Автоматизовані засоби (напівавтомати) — це машини, в яких робочий цикл, що здійснюється на основі попередньо заданої керуючої програми, переривається і для його повторення необхідне обов'язкове втручання людини (кава-машина, НВЧ-пічка та ін.).

## Загальні характеристики
Машина відповідає своєму призначенню тільки в тому випадку, якщо вона характеризується наступними необхідними характеристиками:
- продуктивність — чим вона вища, тим нижча собівартість продукції;
- економічність — машина повинна мати великий коефіцієнт корисної дії, займати меншу площу, витрачати менше енергії, палива, забезпечувати підвищену точність, вимагати менших затрат праці на обслуговування і ремонт тощо. Всього цього можна досягнути вдосконаленням конструктивної схеми машини, раціональним вибором основних її параметрів і конструктивних форм, використанням автоматичних систем для регулювання і керування машиною та забезпеченням оптимізації робочого режиму.;
- експлуатаційна надійність — властивість машини виконувати задані функції, зберігаючи при цьому свої експлуатаційні показники в допустимих межах, протягом наперед заданого проміжку часу. Показником надійності може бути ймовірність безвідмовної роботи машини в призначеному інтервалі часу при мінімальних ремонтних витратах. Чим ближча ймовірність безвідмовної роботи до одиниці, тим вища надійність машини;
- довговічність — здатність машини і її вузлів протистояти впливу старіння, зносу, корозії тощо, визначає такий стан машини, при якому вона здатна виконувати задані функції з параметрами щодо вимог технічної документації із збереженням міцності, незмінності форми і розмірів, стійкості проти спрацьовування, потрібної механічної жорсткості, тепло- і вібростійкості. Роботоздатність деталей машин забезпечується наданням їм відповідних розмірів і форм, раціональним добором матеріалів для виготовлення їх з використанням технологій зміцнення, застосуванням антикорозійного захисту і відповідного змащування;
- технологічність конструкції — ступінь відповідності конструкції машини оптимальним умовам виробництва при заданому масштабі випуску продукції;
- екологічність машини — здатність її виконувати свої функції без шкідливого впливу на довкілля. Екологічність при проєктуванні і конструюванні забезпечується використанням технологічно чистих джерел енергії, запобіганням шкідливому забрудненню виробничих приміщень, нейтралізацією продуктів робочого процесу машини, відповідною герметизацією робочих об'ємів машини, використанням матеріалів для деталей із урахуванням можливості їх утилізації після виходу з ладу, забезпеченням виконання функції машини з низьким рівнем шуму та вібрацій.
- безпечність в експлуатації характеризує придатність конструкції машини до нормальної експлуатації протягом визначеного технічною документацією строку служби без аварійних руйнувань, небезпечних для обслуговчого персоналу, виробничого обладнання, а також інших суміжних об'єктів.
- вартість — залежить у першу чергу від маси машини, чим вона менша, тим більша економія металу і тим нижча вартість машини. На вартість впливає багато інших факторів, таких як: ступінь досконалості технологічного процесу виробництва, ступінь уніфікації конструкції машини, вартість матеріалів і покупних виробів необхідних для її виготовлення і т. д.

Насамперед машина повинна повністю відповідати вимогам і нормам конструкторської документації, технічних умов і стандартів.

## Функційна структура машин
За функційними ознаками у структуру машини входять взаємопов'язані механізми, на кожен з яких покладена певна функція. Механізми можуть складатись із твердих тіл, містити гідравлічні, пневматичні, електричні складові, робота яких базується на використанні рідких, газоподібних тіл або електричного струму відповідно.
3 точки зору функціонального призначення механізми машин поділяються на такі види:
- механізми двигунів і перетворювачів (турбіни, генератори, насоси і т. д.);
- передавальні механізми (редуктори, пасові передачі, ланцюгові передачі і т. д.);
- виконавчі механізми (механізми пресів, механізми переміщення інструменту, механізм ковша екскаватора і т. д.);
- засоби управління, контролю та регулювання (давачі, дія яких ґрунтується на зміні електричного опору, ємності, індуктивності, а також на виникненні електрорушійної сили в процесі дії контрольованих механічних, акустичних, теплових, електричних, магнітних, оптичних чи радіаційних величин; програмовані логічні контролери; системи ЧПК та ін.));
- засоби подавання, транспортування, живлення та сортування (механізми гвинтових шнеків, скребкових та ковшових елеваторів; для транспортування та подавання сипучих матеріалів, механізми сортування готової продукції за розмірами, формою, виглядом тощо);
- засоби автоматичного обліку, дозування та пакування готової продукції (механізми дозування і пакування харчових продуктів, механізми дозування і розливу продукції у вигляді рідини і т. д.).

У залежності від призначення, конструкції та принципу роботи конкретної машини до її складу можуть входити декілька механізмів однакового призначення (наприклад, механізмів двигунів чи насосів, передавальних чи виконавчих механізмів) або деякі із розглянутих видів механізмів можуть бути відсутніми. Оскільки робоча машина найчастіше складається з трьох основних механізмів: двигуна, передавального і виконавчого, або власне робочого механізму, котрим визначаться спеціалізація машини і заради якого машина і створюється (металообробна машина, зернозбиральний комбайн і т. д.).

## Конструктивна структура
Конструктивно машина складається з деталей, вузлів та агрегатів. Кожен з цих елементів має предметну чи функціональну спеціалізацію, повне призначення і разом з тим узгоджується з іншими елементами машини, утворюючи в сукупності цілісну діючу конструкцію.
Деталь — елемент машини, кожен з яких являє собою одне ціле і не може бути розібраний без руйнування на простіші складові ланки машин. Кількість деталей у сучасних машинах досягає десятків тисяч. Виконання машин з деталей передусім викликане необхідністю забезпечення відносних рухів (ступенів свободи) частин. Але нерухомі та взаємно нерухомі частини машин (ланки) також виконують із окремих сполучених деталей. Це дає можливість застосовувати оптимальні матеріали, швидко відновлювати працездатність спрацьованих машин, замінюючи тільки прості та зношені деталі, що полегшує їх виготовлення, забезпечує можливість і зручність процесу складання машин.
За ознаками застосування та поширення в машинобудуванні деталі можна розділити на групи:
- стандартні  — це деталі, що виготовляються відповідно до державних, галузевих стандартів або стандартів підприємства;
- уніфіковані  — це деталі, запозичені з іншого виробу, тобто раніше спроєктовані як оригінальні;
- оригінальні  — деталі конструюють для певної машини і вони, як правило, раніше не проєктувались і не виготовлялись.

Вузол — частина машини, яка являє собою роз'ємне або нероз'ємне з'єднання декількох деталей, яке можна зібрати окремо від інших складових частин машини або механізму і яке здатне виконувати певні функції у виробах одного призначення тільки спільно з іншими складовими частинами. Особливістю кожного конкретного вузла є те, що він може виконувати свої функції тільки у складі певної машини, для якої він призначений. Характерними прикладами вузлів можуть бути зварні корпуси, гідро- та пневмоциліндри, планетарні механізми, гальмівні пристрої, шпиндельні блоки, обгінні муфти, запобіжні клапани тощо.
Агрегат — нормалізований вузол машини, який забезпечує повну взаємозамінюваність і самостійно виконує властиві йому функції. Це дає можливість використовувати агрегати не тільки в конструкції якоїсь певної машини, а складати з них, залежно від потреб виробництва, машини різних компонувань (машинні агрегати). Так, приміром, у машинобудівному виробництві набули широкого використання агрегатні верстати, до складу яких входить тільки нормалізовані елементи (агрегати) у вигляді силових столів, багатопозиційних поворотних столів, силових головок, шпиндельних коробок і гідропанелей. Завдяки стандартизованим приєднувальним розмірам з цих елементів можуть компонуватися агрегатні верстати різного призначення.
Типовими зразками агрегатів, які входять до складу машини, є електричні двигуни, редуктори, насоси, різного призначення, гідроагрегати у вигляді гідропідсилювачів, генератори електричного струму, компресори та багато інших. 3 агрегатів компонують деякі машини сільськогосподарського виробництва; велика кількість агрегатів входить до складу прокатних станів металургійного виробництва, до машинобудівельної, транспортної і транспортуючої техніки, до машин хімічної i переробної промисловості.

## Особливості взаємодії у системі «людина-машина»

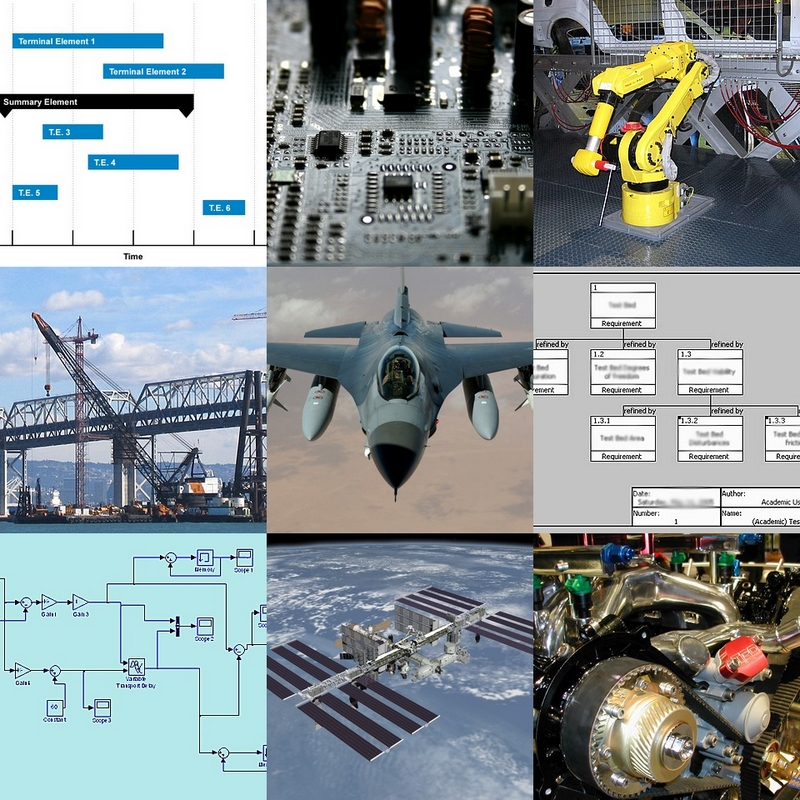
Вивчення взаємодії людина-машина знайшло своє застосування у складних проєктах: космічні розробки, розробки комп'ютерних чипів, робототехніці, інтеграції програмного забезпечення і мостобудуванні

Під системою «людина-машина» мається на увазі система, що включає людину-оператора (групу операторів) і машину, за допомогою якої здійснюється трудова діяльність. Система «людина-машина» являє собою окремий випадок керуючих систем, в яких функціонування машини і діяльність людини пов'язані єдиним контуром регулювання. При організації взаємозв'язку людини і машини основна роль належить уже не так анатомічним і фізіологічним, як психологічним властивостям людини: сприйняття, пам'яті, мислення, уваги тощо Від психологічних властивостей людини багато в чому залежить її інформаційна взаємодія з машиною. Особливості цієї взаємодії є об'єктом вивчення інженерної психології, загальної теорії систем та її прикладного напрямку системотехніки.
Під системою в загальній теорії систем розуміється комплекс взаємопов'язаних і взаємодіючих між собою елементів, призначений для вирішення єдиного завдання. Системи можуть бути класифіковані за різними ознаками. Однією з них може бути ступінь участі людини в роботі системи.
З цієї точки зору розрізняють автоматичні, автоматизовані і неавтоматичні системи. Робота автоматичної системи здійснюється без участі людини. У неавтоматичних системах вироблення керувальних впливів ведеться виключно людиною, а у роботі автоматизованої системи бере участь як людина, так і технічні пристрої. Отже, останні системи якраз і є системами «людина-машина».
На практиці застосовуються найрізноманітніші види систем «людина-машина». Основою їх класифікації можуть з'явитися наступні чотири групи ознак:
- цільове призначення системи — керуючі, обслуговуючі, навчальні, інформаційні, дослідницькі. Особливість керуючих і обслуговуючих систем полягає в тому, що об'єктом цілеспрямованих впливів у них є машинний компонент системи. У навчальних та інформаційних системах напрям впливів протилежний — на людину. У дослідних системах вплив має обидва спрямування;
- характеристики людської ланки — моносистеми, коли машина або система машин взаємодіє з однією людиною і полісистеми, коли в керування бере участь колектив людей;
- тип і структура машинної ланки — за ступенем складності виконуваних функцій можна виділити прості машини (інструменти, енергоперетворювачі і т. д.), складні машини (прокатні стани, енергетичне устаткування, автоматизовані лінії) і системотехнічні комплекси (повітряний лайнер, промислове підприємство, обчислювальний центр, транспортна система і т. д.);
- вид взаємодії компонентів системи — може бути безперервною і епізодичною (регулярною і стохастичною).

## Наукові основи
Науковою основою розробки та експлуатації машин є машинознавство.
Машинознавство — галузь науки і техніки, яка розв'язує проблеми проєктування, розрахунків, методів і засобів експериментального визначення пружнодеформованого стану, випробування, виготовлення, експлуатації та ремонту деталей, вузлів, окремих механізмів і машин загалом, створення раціональних конструкцій, підвищення працездатності, надійності та
довговічності деталей і вузлів машин, розроблення нових і вдосконалення наявних технічних і конструкторських рішень, які забезпечують підвищення якості та ефективності роботи, незалежно від галузі техніки та призначення машин.

### Загальні проблеми машинознавства.
До загальних проблем машинознавства відносяться:
- розробка принципів створення машин, методів розрахунків і конструювання деталей і вузлів машин;
- проведення системного аналізу конструкцій та узагальнення інженерного досвіду проєктування машин;
- вишукування шляхів підвищення питомих показників машин, удосконалення наявних конструкцій з метою підвищення коефіцієнта корисної дії та зменшення маси машин.

### Прикладні проблеми машинознавства
До прикладних проблем машинознавства належать:
- проведення структурного, кінематичного і динамічного аналізу схем механізмів і машин;
- підвищення працездатності, надійності і довговічності механізмів і машин.
- розвиток теорії та методів оптимального синтезу механізмів і машинних агрегатів за заданими умовами роботи.
- розробка теорії машин-автоматів;
- дослідження кінематики механізмів і машин, методів та засобів навантаження їх елементів, вимірів напружень, деформацій.

### Розрахунок, проєктування та випробування машин
У цьому напрямку наукової галузі актуальними є:
- вивчення впливу матеріалів, технології обробки та умов експлуатації на працездатність, надійність, довговічність машин і механізмів;
- випробування та діагностика деталей машин і вузлів;
- розробка методів і засобів діагностики машин;
- розробка методів й засобів захисту машин від перевантаження.

Випробування машин – експериментальне визначення конструктивних і експлуатаційних властивостей машин для виявлення їх відповідності технічним вимогам або для досвідченого вивчення реальних процесів, що відбуваються в машинах.
Умови випробувань – сукупність чинників, що діють на об'єкт, і режимів функціонування об'єкта під час випробувань.
Нормальні умови випробувань – умови випробувань, встановлені нормативними документами для даного виду продукції.
Об'єкт випробувань – продукція, яка підлягає випробуванням.

## Інші значення
- Словом машина часто називають автомобіль.
- Абстрактне математичне поняття, синонім поняття «автомат», як, наприклад, машина Тюринга.